# Чхалта
Чхалта (абх. Чҳалҭа, груз. ჩხალთა) — селище в Грузії, біля злиття річок Чхалта та Кодор, на висоті близько 600 метрів над рівнем моря.
У 2006—2008 роках селище де-факто було адміністративним центром Абхазії.
Відоме як батьківщина сванського лідера Емзара Квіциані та основного місця дислокації очолюваного ним військового формування «Монадіре» («Мисливець») (зараз роззброєного законними властями Грузії та розформованого).